# Porsche Carrera Cup France 2012
Navigation
Édition précédente Édition suivante
La saison 2012 de la Porsche Carrera Cup France (appelée Porsche Matmut Carrera Cup) se déroule du 28 avril au 28 octobre au sein du format GT Tour 2012 pour la majorité des épreuves.

## Repères de début de saison
- Côme Ledogar, Jean-Karl Vernay, Vincent Beltoise, Gaël Castelli, Romain Monti, Lonni Martins et Sacha Bottemanne font leurs débuts dans ce championnat.
- Sébastien Loeb participe, en tant qu'invité, à la manche de Pau.
- Sébastien Loeb Racing fait ses débuts avec cinq pilotes engagés (+ Sébastien Loeb).
- La Porsche Matmut Carrera Cup revient en tant que course support du Grand Prix de Pau.
- Tous les meetings (excepté Pau) font partie du GT Tour.
- Le circuit de Navarre (Espagne) fait son apparition au calendrier.
- Une séance d'essais privés a lieu le 16 mars sur le circuit de Nevers Magny-Cours.
- Chaque meeting est composé de deux courses, excepté ceux du Val de Vienne et de Magny-Cours.

## Engagés
Toutes les voitures sont des Porsche 911 GT3 Cup type 997.
| Equipe                | No. | Pilote               | Catégorie | Manches |
| --------------------- | --- | -------------------- | --------- | ------- |
| Racing Technology     | 1   | Sylvain Noël         | A         | toutes  |
| Racing Technology     | 2   | Tony Samon           | B         | 1-5     |
| Racing Technology     | 2   | Maxime Jousse        | A         | 6       |
| Racing Technology     | 3   | Bruno Strazzer       | B         | toutes  |
| Racing Technology     | 11  | Jean-Yves Chargé     | B         | 6       |
| Pro GT by Alméras     | 4   | Côme Ledogar         | A         | toutes  |
| Pro GT by Alméras     | 14  | Romain Monti         | A         | toutes  |
| Pro GT by Alméras     | 30  | Roland Bervillé      | B         | 1-2,4-6 |
| Pro GT by Alméras     | 64  | Eric Dermont         | B         | 1-2,4-5 |
| Pro GT by Alméras     | 64  | Christian Blugeon    | B         | 6       |
| Nourry compétition    | 5   | Lonni Martins        | A         | toutes  |
| Nourry compétition    | 27  | Michel Nourry        | B         | 1,3,5-6 |
| Nourry compétition    | 27  | Didier Moureu        | B         | 2       |
| Nourry compétition    | 27  | Kévin Estre          | A         | 4,6     |
| Nourry compétition    | 73  | Philippe Colançon    | B         | 1,4,6   |
| Nourry compétition    | 73  | Philippe Arrobio     | B         | 1,4,6   |
| Nourry compétition    | 88  | Christian Jaquillard | B         | 1,3-6   |
| Sébastien Loeb Racing | 6   | Sacha Bottemanne     | A         | toutes  |
| Sébastien Loeb Racing | 7   | Vincent Beltoise     | A         | toutes  |
| Sébastien Loeb Racing | 8   | Jean-Karl Vernay     | A         | toutes  |
| Sébastien Loeb Racing | 9   | Sébastien Loeb       | A         | 2       |
| Sébastien Loeb Racing | 10  | Nicolas Marroc       | A         | 2       |
| Sébastien Loeb Racing | 911 | Christophe Lapierre  | B         | toutes  |
| JSB Compétition       | 12  | Julien Briché        | A         | toutes  |
| Tsunami RT            | 13  | Oleksander Gadai     | B         | 6       |
| Speed Lover           | 16  | Erik Glorieux        | B         | 6       |
| Speed Lover           | 17  | Erik Glorieux        | B         | 3       |
| Speed Lover           | 17  | Jean Glorieux        | B         | 1,5-6   |
| Speed Lover           | 17  | Carlos Rivas         | B         | 4       |
| Castelli Racing Team  | 38  | Gaël Castelli        | A         | 1-3,5-6 |
| Ange Barde Racing     | 888 | Ange Barde           | B         | 1-3,6   |

| icône | Catégorie     |
| ----- | ------------- |
| A     | Championnat A |
| B     | Championnat B |

## Calendrier
| Manche | Manche | Date        | Meeting                    | Circuit                       | Lieu         | Pays/Région                             |
| ------ | ------ | ----------- | -------------------------- | ----------------------------- | ------------ | --------------------------------------- |
| 1      | C1     | 28 avril    | GT Tour Lédenon            | Circuit de Lédenon            | Lédenon      | Gard, Languedoc-Roussillon, France      |
| 1      | C2     | 29 avril    | GT Tour Lédenon            | Circuit de Lédenon            | Lédenon      | Gard, Languedoc-Roussillon, France      |
| 2      | C1     | 12 mai      | Grand Prix de Pau          | Circuit de Pau-Ville          | Pau          | Pyrénées-Atlantiques, Aquitaine, France |
| 2      | C2     | 13 mai      | Grand Prix de Pau          | Circuit de Pau-Ville          | Pau          | Pyrénées-Atlantiques, Aquitaine, France |
| 3      | C1     | 23 juin     | GT Tour Val-de-Vienne      | Circuit du Val de Vienne      | Le Vigeant   | Vienne, Poitou-Charentes, France        |
| 3      | C2     | 24 juin     | GT Tour Val-de-Vienne      | Circuit du Val de Vienne      | Le Vigeant   | Vienne, Poitou-Charentes, France        |
| 3      | C3     | 24 juin     | GT Tour Val-de-Vienne      | Circuit du Val de Vienne      | Le Vigeant   | Vienne, Poitou-Charentes, France        |
| 4      | C1     | 14 juillet  | GT Tour Magny-Cours        | Circuit de Nevers Magny-Cours | Magny-Cours  | Nièvre, Bourgogne-Franche-Comté, France |
| 4      | C2     | 15 juillet  | GT Tour Magny-Cours        | Circuit de Nevers Magny-Cours | Magny-Cours  | Nièvre, Bourgogne-Franche-Comté, France |
| 4      | C3     | 15 juillet  | GT Tour Magny-Cours        | Circuit de Nevers Magny-Cours | Magny-Cours  | Nièvre, Bourgogne-Franche-Comté, France |
| 5      | C1     | 8 septembre | GT Tour Navarra            | Circuit de Navarre            | Los Arcos    | Navarre, Espagne                        |
| 5      | C2     | 9 septembre | GT Tour Navarra            | Circuit de Navarre            | Los Arcos    | Navarre, Espagne                        |
| 6      | C1     | 27 octobre  | Finale GT Tour Paul Ricard | Circuit Paul-Ricard           | Le Castellet | Var, Provence, France                   |
| 6      | C2     | 28 octobre  | Finale GT Tour Paul Ricard | Circuit Paul-Ricard           | Le Castellet | Var, Provence, France                   |

## Résultats
| Manche | Manche | Meeting                    | Vainqueur        |
| ------ | ------ | -------------------------- | ---------------- |
| 1      | C1     | GT Tour Lédenon            | Côme Ledogar     |
| 1      | C2     | GT Tour Lédenon            | Julien Briché    |
| 2      | C1     | Grand Prix de Pau          | Sébastien Loeb   |
| 2      | C2     | Grand Prix de Pau          | Sébastien Loeb   |
| 3      | C1     | GT Tour Val-de-Vienne      | Côme Ledogar     |
| 3      | C2     | GT Tour Val-de-Vienne      | Côme Ledogar     |
| 3      | C3     | GT Tour Val-de-Vienne      | Côme Ledogar     |
| 4      | C1     | GT Tour Magny-Cours        | Kévin Estre      |
| 4      | C2     | GT Tour Magny-Cours        | Kévin Estre      |
| 4      | C3     | GT Tour Magny-Cours        | Jean-Karl Vernay |
| 5      | C1     | GT Tour Navarra            | Jean-Karl Vernay |
| 5      | C2     | GT Tour Navarra            | Jean-Karl Vernay |
| 6      | C1     | Finale GT Tour Paul Ricard | Jean-Karl Vernay |
| 6      | C2     | Finale GT Tour Paul Ricard | Kévin Estre      |